# Randy Holloway
Randy Holloway (Sharon, 26 agosto 1955) è un ex giocatore di football americano statunitense che ha militato nel ruolo di defensive end nella National Football League (NFL).

## Carriera
Al college Holloway giocò a football a Pittsburgh, vincendo il campionato NCAA nel 1976 e venendo premiato come All-American. Fu scelto dai Minnesota Vikings come ventunesimo assoluto nel Draft NFL 1978. Vi giocò fino alla prima parte della stagione 1984 e il 16 settembre di quell'anno contro gli Atlanta Falcons mise a segno un record di franchigia ancora attivo di 5 sack. Chiuse la carriera militando nei St. Louis Cardinals per il resto della stagione 1984.